# Општина Церкница
Општина Церкница (словен. Cerknica) је једна од општина Приморско-нотрањске регије у држави Словенији. Седиште општине је истоимени градић Церкница.

## Природне одлике
Рељеф: Општина Церкница налази се у средишњем делу државе. Доминира карстно тло. Средишњи део општине је нижи и у виду крашког поља - Церкнишко поље, док је ободни део планински.
Клима: У општини влада умерено континентална клима.
Воде: Главни водоток у општини је река-понорница Церкнишчица. У општини постоји и низ мањих понорница.

## Становништво
Општина Церкница је ретко насељена.

## Насеља општине
| - Беч - Бечаје - Бегуње при Церкници - Безуљак - Блочице - Блошка Полица - Брезје - Гора - Горење Језеро - Горење Отаве - Горичице - Грахово - Добец | - Долења Вас - Долење Језеро - Долење Отаве - Жеровница - Жупено - Захриб - Зала - Зелше - Зибовник - Ивање Село - Јершиче - Корошче - Кошчаке | - Кожљек - Крањче - Кременца - Крушче - Кржишче - Лазе при Горењем Језеру - Лешњаке - Липсењ - Махнети - Мартињак - Милава - Осредек - Оток | - Отоница - Пиковник - Пирмане - Подскрајник - Подсливница - Поникве - Ракек - Раков Шкоцјан - Равне - Репарје - Рудолфово - Селшчек - Сливице | - Слугово - Стражишче - Свети Вид - Тавжље - Топол при Бегуњах - Унец - Хрибљане - Хрушкарје - Цајнарје - Церкница - Чохово - Штрукљева Вас - Шчурково |  |